# Scribblenauts Unlimited
Scribblenauts Unlimited est un jeu vidéo d'action et de réflexion développé par 5th Cell et édité par Warner Bros. Interactive Entertainment, sorti en 2012 sur Windows, Wii U, Nintendo 3DS, iOS et Android.

## Accueil
- IGN : 8,8/10[1]
- Canard PC : 8/10[2]
- Nintendo Power : 8/10[3]